# Ecliptopera obscurata
Ecliptopera obscurata är en fjärilsart som beskrevs av Moore 1867. Ecliptopera obscurata ingår i släktet Ecliptopera och familjen mätare. Inga underarter finns listade i Catalogue of Life.